# Quintana de Raneros
Quintana de Raneros es una localidad española, perteneciente al municipio de Santovenia de la Valdoncina, en la provincia de León y la comarca de Tierra de León, en la Comunidad Autónoma de Castilla y León. 
Situado sobre el Arroyo de la Oncina que vierte sus aguas al Río Esla.
Los terrenos de Quintana de Raneros limitan con los de La Virgen del Camino al norte, Oteruelo de la Valdoncina y Armunia al noreste, Trobajo del Cerecedo y Villacedré al este, Ribaseca, Santovenia de la Valdoncina y Villanueva del Carnero al sureste, Antimio de Arriba al sur, Chozas de Abajo y Chozas de Arriba al suroeste, Oncina de la Valdoncina y La Aldea de la Valdoncina al oeste y Fresno del Camino al noroeste.
Perteneció a la antigua Hermandad de Valdoncina.

## Transportes

### Ferrocarril
Cuenta con una estación de ferrocarril en la que efectúan parada trenes regionales de la línea León - Ponferrada, con un tren al día por sentido, excepto los viernes y domingos, con un tren adicional en sentido Ponferrada y León respectivamente.